# Mindaugas Žukauskas
Mindaugas Žukauskas (Šiauliai, Lituania, 24 de agosto de 1975) es un baloncestista lituano que mide 2,02 m y cuya posición en la cancha es la de ala-pívot. 

## Clubes
- 1995-97 BC Šiauliai
- 1997-00 Zalgiris Kaunas
- 2000-01 KK Olimpija Ljubljana.
- 2001-06 Mens Sana Siena.
- 2006-09 Victoria Libertas Pesaro.
- 2009-12 BC Šiauliai